# Fund for Peace

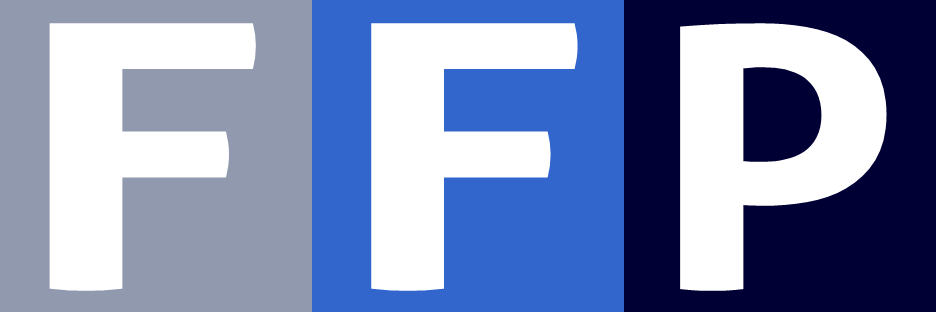
Logo von 2011 (nicht mehr aktuell)

Der Fund for Peace (FFP) ist eine 1957 gegründete US-amerikanische Nichtregierungsorganisation. Sie ist vor allem bekannt für ihren Fragile States Index, der jährlich aktualisiert wird. Der Think tank setzt sich für eine nachhaltige Sicherheit und Entwicklung in instabilen bzw. gescheiterten Staaten ein, indem er sich auf Konfliktbewertung und Frühwarnung, grenzüberschreitende Bedrohungen, Friedenssicherung sowie Sicherheit und Menschenrechte konzentriert. Er ermöglicht politischen Entscheidungsträgern, Praktikern und Bevölkerungsgruppen kontextspezifische, datengesteuerte Anwendungen, um Risiken und Schwachstellen zu diagnostizieren und Lösungen im kollektiven Dialog zu entwickeln. FFP hat sich zum Ziel gesetzt, Probleme wie gewaltsame Konflikte, staatliche Fragilität sowie Sicherheit und Menschenrechte zu verstehen und anzugehen. Er arbeitet mit einer Vielzahl von Partnern in Regierungen, multilateralen Organisationen, Sicherheitskräften, Stiftungen, Unternehmen, Organisationen der Zivilgesellschaft und lokalen Gemeinschaften in zahlreichen Ländern auf der ganzen Welt zusammen.
Sitz ist Washington D.C. und verfügt über Zweigstellen in Abuja (Nigeria), Tunis (Tunesien) und Accra (Ghana).

## Geschichte
Die ursprünglich in San Francisco als Pierce Butler, Jr. Foundation for Education in World Law gegründete Organisation wurde 1957 von Randolph P. Compton und seiner Frau Dorothy Danforth als Denkfabrik und Stiftung gegründet, die sich angesichts des Kalten Krieges in erster Linie als philanthropischer Geldgeber einer Vielzahl von Organisationenauf auf die Nichtverbreitung von Atomwaffen (Nonproliferation) konzentrierte. Ihr Sohn James R. Compton setzte das Erbe seiner Eltern fort.
Da sich die Herausforderungen der Welt im Laufe der Jahrzehnte verschoben haben, haben sich auch die Ziele und Inhalte des FFP geändert und die Mission und der Zweck wurden neu bewertet. So hat sich der FFP zu einer Durchführungsorganisation entwickelt, die sich der Bewältigung der Herausforderungen schwacher und fragiler Staaten widmet.